# Kleomenes I
Kleomenes I (gr. Κλεομένης, zm. 490 r. p.n.e.) – król Sparty z dynastii Agiadów sprawujący władzę w latach 520–490 p.n.e., pierworodny syn Anaksandridasa II, ojciec Gorgo , późniejszej żony Leonidasa, znany przede wszystkim z obalenia ateńskiej tyranii Pizystratydów. Wraz z nim rządy sprawowali Demaratos (do 491 r.) oraz Leotychidas .

## Biografia

### Kwestia narodzin i sukcesji tronu
Kleomenes był pierworodnym synem Anaksandridasa, mimo to nie urodziła go pierwsza żona spartańskiego króla, bowiem bardzo długo nie mogła ona począć. Król jednakże kochał ją i choć po otrzymaniu oficjalnego polecenia eforów zgodził się wziąć drugą żonę, odmówił rozwiedzenia się z pierwszą i popełnił bigamię. Druga żona Anaksandridasa pochodziła z rodziny mędrca Chejlona i została matką Kleomenesa, który przyszedł na świat jakiś czas po roku 560 p.n.e. Jego ojciec miał jeszcze później trzech synów ze swą pierwszą żoną, która ostatecznie nie okazała się bezpłodna. Jednym z nich był Dorieus, późniejszy rywal Kleomenesa o schedę po Anaksandridasie .
Po śmierci ich ojca około roku 520 rozpoczęła się rywalizacja o tron między dwoma braćmi. Zdaniem Herodota Dorieus rościł sobie prawo do władzy powołując się na swoje męstwo. Kleomenes miał odpowiedzieć na to argumentem, że jest pierworodnym synem zmarłego króla, a co więcej, urodził się po tym, jak Anaksandridas zasiadł na tronie, co miało uczynić jego przyjście na świat jeszcze bardziej królewskim i potwierdzającym jego prawa. Spartanie postąpili zgodnie z tradycją i uznali Kleomenesa królem, Dorieus zaś wkrótce opuścił kraj, by szukać chwały poza jego granicami. Wiadome jest, iż próbował on bez skutku założyć kolonie w Afryce Północnej i na Sycylii .

### Kleomenes u władzy

#### Skłócenie Aten i Teb (519 p.n.e.)
Gdy Pizystratydzi w roku 546 ostatecznie ugruntowali swą władzę w Atenach, odziedziczyli oni dobre stosunki z kilkoma miastami, w tym Tebami. Przyjaźń ateńsko–tebańska okazała się jednak nietrwała, bowiem w roku 519 narodził się spór między tymi dwoma poleis, który zainicjowany został przez Kleomenesa. Rzecz dotyczyła Platejów. Owo małe miasto, leżące w Beocji w pobliżu granicy Attyki, znalazło się na pewnym etapie pod silnym naciskiem Teb, które żądały jego przyłączenia do potężnego Związku Beockiego. Plateje odmówiły i gdy w 519 r. Sparta operowała w środkowej Grecji, ich przedstawiciele udali się do Kleomenesa z prośbą o pomoc. Ten polecił im zwrócić się do Ateńczyków, której to rady posłuchali i szybko zawarli z nimi przymierze. Celem króla Sparty było skłócenie Aten i Teb, co też ostatecznie udało mu się osiągnąć. Między tymi dwoma poleis doszło do bitwy, którą wygrali Ateńczycy, co przyczyniło się do przesunięcia granicy Platejów oraz sąsiedniego miasta Hysiaj, jak również naturalną drogą przyniosło Pizystratydom wrogość Tebańczyków .

#### Wypędzenie Majandriosa (518 p.n.e.)
W VI wieku p.n.e. Sparta konsekwentnie prowadziła politykę antyperską i antytyrańską. Jeszcze za panowania Anaksandridasa – około roku 524 – podjęła ona próbę obalenia skądinąd sympatyzującego z Persami tyrana Samos – Polikratesa. Kampania zakończyła się klęską (mimo że niemal jednocześnie udało się usunąć tyrana Lygdamisa na Naksos oraz tyranię na Tazos), a Polikrates upadł dopiero w roku 518, zwiedziony i zamordowany przez satrapę perskiego Orojtesa. Wówczas Majandrios – człowiek mający sprawować władzę w czasie nieobecności tyrana –  ogłosił na Samos „równość praw” (isonomia), po czym ściągnął do siebie pod byle pretekstem najgodniejszych spośród Samijczyków, a następnie uwięził ich i pozwolił swemu bratu – Lykaretosowi – ich zamordować. Gdy perski satrapa przywrócił do władzy Sylosona – wygnanego brata Polikratesa – Majandrios musiał opuścić Samos. Chcąc odsunąć od władzy sprzyjającego Persom Sylosona, udał się do Sparty z prośbą o pomoc w tym przedsięwzięciu. Jednakże nawet przekupstwo nie zdołało Majandriosowi zapewnić zgody Kleomenesa, który rozkazał mu opuścić nie tylko Spartę, ale i Peloponez. Polecenie to świadczyło o tym, że Sparta w owym czasie uważała się już za hegemona tej części Grecji  .

#### Interwencje w Atenach

##### Obalenie Pizystratydów (511/510 p.n.e.)

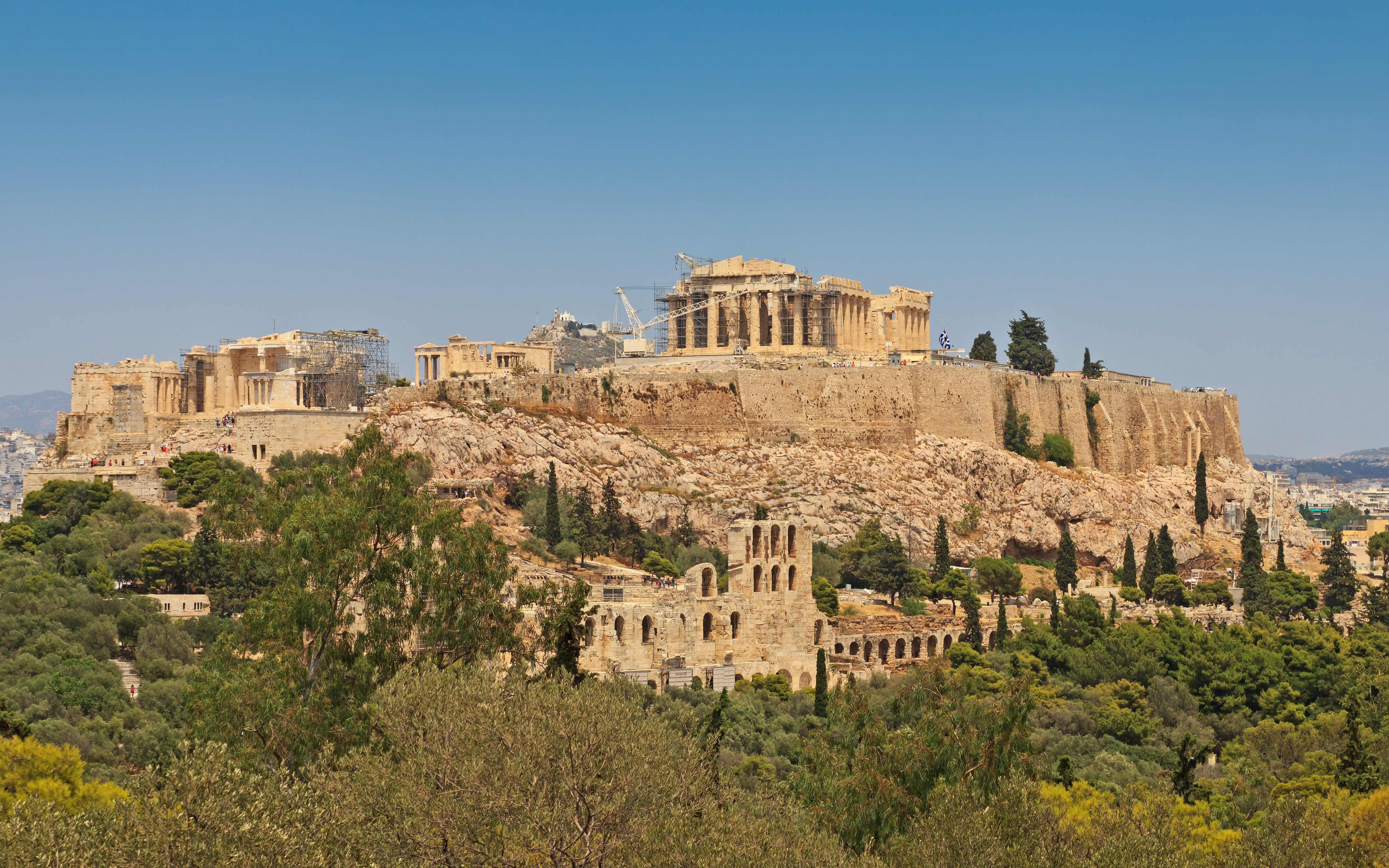
Akropol ateński – miejsce, w którym schronili się Pizystratydzi

Za rządów Pizystrata i jego synów – Hippiasza i Hipparcha – wielu przedstawicieli ateńskich rodów arystokratycznych zostawało skazanych na banicję. Jeden z czołowych rodów – Alkmeonidzi – uczynił swym azylem Delfy. Skupiwszy tam wokół siebie innych wygnańców, próbowali parokrotnie powrócić siłą, jednakże tyranom każdorazowo udawało się ich wyprzeć poza granice Attyki. Pomimo niepowodzeń nie poddali się, lecz uzyskali umowę na odbudowę świątyni w Delfach, czym zjednali sobie kapłanów, którzy odtąd namawiali wszystkich Spartan zwracających się do wyroczni do obalenia Pizystratydów. W międzyczasie (tj. w trakcie Panatenajów w roku 514) Hipparch został zamordowany przez Harmodiosa i Aristogejtona, co sprawiło, że Pizystratydzi kazali stracić wielu przeciwników, a ich rządy stały się znacznie surowsze. Wówczas zaatakowała Sparta, gdzie polityka popierana przez Delfy, a inspirowana przez Alkmeonidów, znajdowała grunt podatny. Za pierwszym razem Spartanie próbowali działać z zaskoczenia, lądując na wybrzeżu falerońskim. Tam jednak Pizystratydzi zadali Sparcie klęskę, mając po swojej stronie konnicę tessalską. Drugą ekspedycją dowodził Kleomenes, który nie tylko rozbroił wspomnianą konnicę, ale i zmusił Pizystratydów do schronienia się na Akropolu. Jednakże, jako że szczególnym zbiegiem okoliczności synowie ich dostali się do niewoli, kapitulowali oni w lipcu roku 510. Po wyzwoleniu Aten Kleomenes powrócił do Sparty, a Ateńczycy być może przystąpili na jakiś czas do Symmachii Spartańskiej .

##### Poparcie Isagorasa (508 p.n.e.)

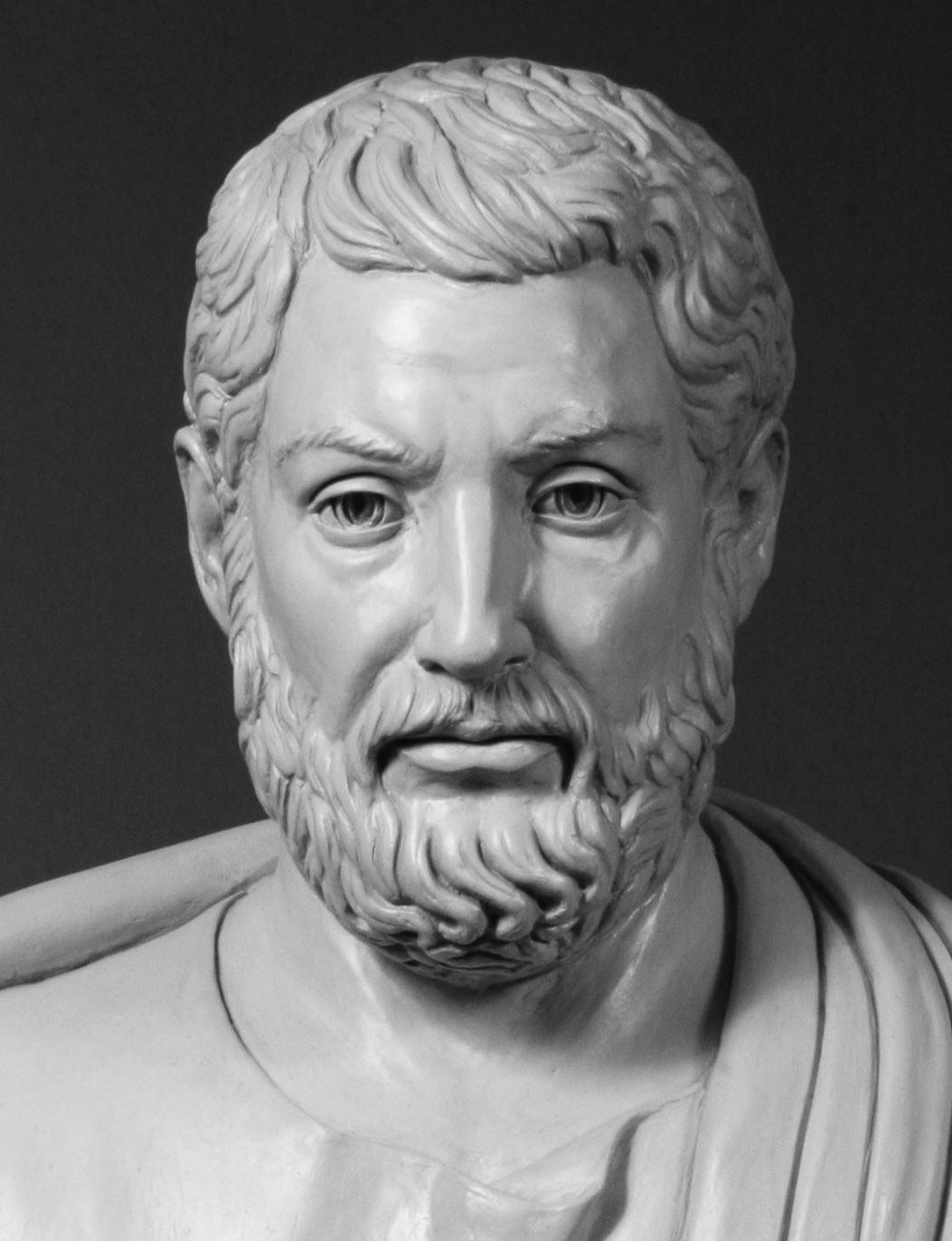
Klejstenes – polityk ateński rywalizujący o urząd archonta–eponymosa z Isagorasem, wygnany przez Kleomenesa

Po wyzwoleniu spod jarzma tyranów, w Atenach rozgorzała walka o władzę. Na czoło wysunęły się dwie osobistości – Isagoras, Filiada i przyjaciel Kleomenesa, oraz Klejstenes, Alkmeonida. Isagoras uzyskał przewagę w heteriach i został początkowo wybrany archontem–eponymosem na rok 508. Klejstenes w odpowiedzi starał się pozyskać dla siebie ludzi nieobjętych systemem rodowym (tzw. orgeonów), obiecując poprawić ich położenie w państwie. Warstwa ta, która bardzo urosła w siłę w trakcie tyranii Pizystratydów, udzieliła Klejstenesowi poparcia, podobnie jak wielu czołowych członków rodu Alkmeonidów oraz innych rodów z nimi spokrewnionych. Wówczas Isagoras ściągnął do siebie Kleomenesa, ten zaś posłał herolda, by ogłosił w Atenach, że Klejstenes razem z wielu innymi ma udać się na wygnanie, gdyż rodziny ich ściągnęły na siebie zmazę w czasie zamachu Kylona w roku 632, popełniając wówczas świętokradztwo. Gdy Klejstenes z towarzyszami opuścili Ateny, przybył Kleomenes na czele niewielkich sił zbrojnych. Wówczas skazał na wygnanie, również jako ludzi dotkniętych zmazą, członków 700 rodzin wskazanych mu przez Isagorasa, a także usiłował rozwiązać jakąś Radę oraz ustanowić ścisłą oligarchię – rządy 300 mężów z Isagorasem na czele. Rada stawiła jednak opór i podburzyła lud przeciw Kleomenesowi i Isagorasowi, którzy zajęli Akropol, lecz potem zostali tam oblężeni. Po dwóch dniach pozwolono im odejść wolno, zaś archontem–eponymosem został ostatecznie Klejstenes, który uzyskał pełnomocnictwa pozwalające mu na spełnienie wszystkich danych ludowi obietnic. Posunięcia Kleomenesa w trakcie tej kampanii świadczyły, iż nie rozumiał on, jak bardzo Ateńczycy przywiązani byli do swobody, a także nie miał właściwego rozeznania sytuacji wojskowej . 

##### Ostatnia próba ujarzmienia Aten i reformy w Symmachii Spartańskiej (506/505 r. p.n.e.)
Chcąc odbudować zachwiany wydarzeniami z roku 508 autorytet Sparty, Kleomenes podjął dwa lata później kolejną próbę interwencji w Atenach. Tym razem siłami ekspedycyjnymi dowodzili obaj królowie (tj. Kleomenes wraz z Demaratosem), a składały się one z żołnierzy ze wszystkich miast Peloponezu za wyjątkiem Argos. Z dwóch innych stron Attykę miały zaatakować też Beocja i Chalkis. Król jednak trzymał w tajemnicy cel wyprawy, dopóki armia nie doszła do Eleusis. Kiedy Koryntianie zorientowali się, że Kleomenes zamierza uczynić Isagorasa tyranem, opuścili pole bitwy. Podobnie też Demaratos wycofał z linii swoje siły, za nim poszły kontyngenty sprzymierzeńców i cala armia wycofała się w zamieszaniu. Wojska ateńskie rozgromiły Beotów i Chalkidejczyków w jeden dzień, a na najżyźniejszej ziemi Chalkis osadziły 4000 kleruchów. Nie wiadomo kogo obciążono za ten incydent odpowiedzialnością w Sparcie, niemniej od tej pory nie wolno było, aby w jednej wyprawie uczestniczyli obaj królowie jako równouprawnieni dowódcy .
Skutkiem opisanej wyżej wyprawy na Ateny było zachwianie Symmachii Spartańskiej. Na samym początku tej wyprawy, a być może także wcześniejszych, Sparta zapewne odwoływała się do przymierzy obronnych łączących ją z każdym członkiem Związku Peloponeskiego, ale nie zasięgała opinii Symmachii jako całości. W 506 r. ten sposób postępowania doprowadził do klęski, zatem prawdopodobnie w roku następnym wprowadzono nową procedurę. Odtąd kierunek polityki „Lacedemończyków i ich sprzymierzeńców” zależał od decyzji dwóch równych i niezależnych organów: Zgromadzenia Spartiatów i Zgromadzenia Sprzymierzonych. Na każdym z tych zgromadzeń decyzje zapadały większością głosów wszystkich członków. Jeśli oba zgromadzenia głosowały zgodnie, polityka tak uchwalona obowiązywała całą Symmachię; jeśli zaś jedno zgromadzenie odmówiło poparcia, uchwała stawała się nieważna. Na pierwszym zebraniu Spartanie zaproponowali, aby uzależnić Ateny i przywrócić tam rządy Hippiasza; sprzymierzeni nie zgodzili się, stąd za Kleomenesa więcej już w Attyce nie interweniowano . 

#### Kleomenes wobec powstania jońskiego (499 lub 498 p.n.e.)
Gdy w roku 499 z polecenia Histajosa jego zięć – Aristagoras – wszczął w Milecie antyperskie powstanie, jednym z pierwszych jego posunięć było udanie się do Grecji kontynentalnej w poszukiwaniu sojuszników. Najpierw pomocy szukał w Sparcie, bowiem już wcześniej wzywała ona perskiego władcę Cyrusa do szanowania wolności miast jońskich. Kleomenes jednak odmówił udzielenia Milezyjczykom pomocy. Decyzję tę Hammond uzasadnia w taki sposób, iż Kleomenes wiedział lepiej niż Agesilaos sto lat po nim, że Sparta jest przede wszystkim potęgą militarną, a na wielkich obszarach Azji jej armia uległaby rozproszeniu . Powiada się, że Kleomenes zdołał dostrzec słabość sprawy reprezentowanej przez Aristagorasa dzięki bystrości umysłu jego córki – podówczas ośmio– lub dziewięcioletniej Gorgo . 

#### Konflikt z Demaratosem, poparcie Leotychidasa i intrygi w Delfach (506–491 p.n.e.)

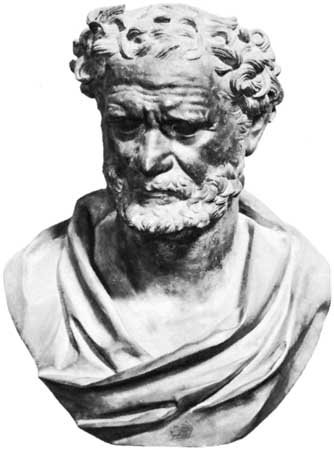
Demaratos

Mimo że po nieudanej wyprawie na Ateny z 506 r. zniesiono w Sparcie prawo, które wymagało, by siłami lacedemońskimi poza granicami kraju dowodzili obaj królowie, polis ta znalazła się w obliczu poważnego kryzysu politycznego spowodowanego konfliktem Demaratosa i Kleomenesa trwającym od czasu wspomnianej ekspedycji. Wrogość między królami dezorganizowała bowiem inne dziedziny życia państwowego. W geruzji i na Zgromadzeniu (apelli) zajmowali oni odmienne stanowiska w ważnych zagadnieniach politycznych – np. Demaratos przeciwstawił się Kleomenesowi w sprawie Eginy, a także w ogóle w sprawie stosunków z Persją. Ich niezgoda była także przeszkodą przy wprowadzaniu w czyn rządowych postanowień – gdy wreszcie Kleomenes sam udał się na Eginę, by uwięzić winnych zdrady, której się tam dopuszczono, został odprawiony z niczym, a uzasadnienie Eginetów było takie, iż według powszechnie przyjętej zasady interwencja dyplomatyczna Sparty jest ważna tylko przy obecności obu jej królów . 
Aby zażegnać trawiący Spartę kryzys, Kleomenes musiał odsunąć wrogiego sobie współwładcę. Po powrocie z Eginy nakłonił on Leotychidasa, którego popierał jako rywalizującego z Demaratosem pretendenta do tronu, aby oskarżył tego ostatniego o pochodzenie z nieprawego łoża, bowiem bękarty nie mogły być królami Sparty. Następnie – szukając potwierdzenia lub zaprzeczenia tych zarzutów – zwrócono się na propozycję Kleomenesa do Apollona Pytyjskiego o rozstrzygnięcie. Zanim jednak sakralni posłowie dotarli do Delf, Kleomenesowi udało się za pośrednictwem pewnego delfickiego przyjaciela zainspirować pożądaną odpowiedź Pytii. W efekcie Demaratos został ogłoszony bękartem i niezwłocznie pozbawiony tronu, po czym znalazł schronienie na dworze Dariusza. Jego miejsce zajął Leotychidas . 

#### Wygnanie, powrót i śmierć (491/490 p.n.e.)
Intrygi Kleomenesa w Delfach ostatecznie wyszły na jaw, a kiedy to się stało, zmuszony był uciekać do Tessalii, a stamtąd do Arkadii, gdzie zaczął tworzyć koalicję ludów arkadyjskich przeciw Sparcie i groził jej wojną. Wtedy Spartanie zaprosili go z powrotem – prawdopodobnie w listopadzie roku 491 wrócił do ojczyzny jako król. Wówczas jednak, jakoby, oszalał. Laską, będącą oznaką jego urzędu, zaczął szturchać twarze przechodniów. Stał się tak wielkim źródłem zakłopotania, że został zakuty w dyby przez własną rodzinę i pozostawiony pod strażą rzekomo zaufanego heloty. Nie mogąc wytrzymać napięcia, po raz ostatni wykorzystał swe niewątpliwe zdolności perswazji – nakłonił strażnika, by dał mu nóż, a wówczas popełnił samobójstwo, krojąc się nim na kawałki, od stóp poczynając  . 

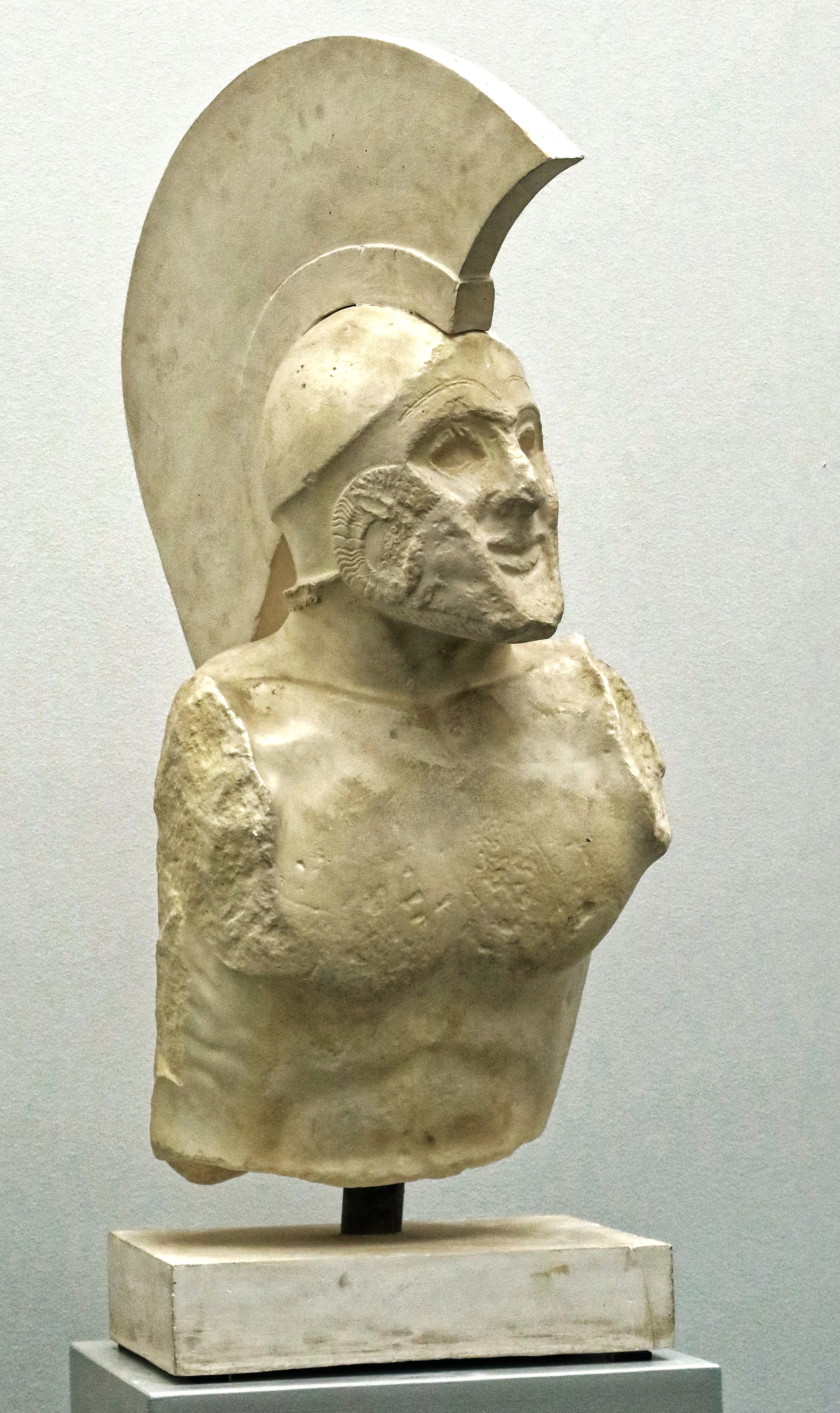
Leonidas – następca Kleomenesa

Herodot przytacza wiele możliwych wytłumaczeń, dlaczego koniec Kleomenesa był aż tak makabryczny. Najpopularniejszą wersją w Grecji była ta, iż ukarał go Apollo za sposób, w jaki skorumpował jego wieszczki w Delfach. Z kolei Ateńczycy i Argiwowie mieli swoją ulubioną hipotezę zemsty bogów za świętokradztwo popełnione konkretnie przeciwko nim na ich terytorium. Trzecim wyjaśnieniem udzielanym przez Spartan jest rzekoma demencja alkoholiczna, jakiej Kleomenes miał się nabawić po latach picia nierozcieńczonego wina. Zwyczaju tego miał się nauczyć od jakichś posłów scytyjskich. Cartledge odrzuca jednak tę ostatnią hipotezę (oraz przy okazji dwie pierwsze z oczywistych względów), bowiem wino dla Greków było substancją o głęboko symbolicznym i kulturowym znaczeniu, przez co prawie nigdy nie pito go w nierozcieńczonym stanie. Spartanie byli ponadto znani ze swej wstrzemięźliwości i opanowania przy spożywaniu tego trunku, a Dionizos, grecki bóg wina, nie był w Sparcie patronem żadnych uroczystości ani obiektem kultu. Jedynymi ludźmi w Sparcie, którzy mogli opijać się do nieprzytomności, byli heloci. Doprowadzano ich do tego stanu w ramach świadomej demonstracji, którą dorośli Spartanie urządzali dla młodzieży z następnego pokolenia, aby dać im przykład, w jaki sposób Spartiata nie powinien się zachowywać. Kleomenes zatem – pijąc regularnie nierozcieńczone wino – zachowywałby się w sposób nie do przyjęcia – nie lepiej niż zwykły helota. Cartlede, obaliwszy więc tezy przedstawione przez Herodota, przytacza jeszcze jedno wyjaśnienie śmierci Kleomenesa, a mianowicie zabójstwo. Jego zdaniem mógł on zostać zamordowany z rozkazu człowieka który po jego śmierci zastąpił go na tronie Agaidów, a mianowicie jego młodszego, przyrodniego brata – Leonidasa. Opowieść o domniemanym alkoholizmie i nim wywołanym obłędzie Kleomenesa mogła zatem być jedynie propagandową zasłoną dymną, ukrywającą prawdziwą przyczynę zgonu króla . 

## Adnotacje
1. ↑   Cartledge przypuszcza, iż chodziło tu o umiejętności, jakimi Dorieus wykazał się w trakcie agoge, a także jako młody wojownik w kampanii z roku 524 p.n.e. przeciw Polikratesowi z Samos.
2. ↑   Chodziło o rzekome sprawdzenie rachunków, jakie Majandrios prowadził jeszcze jako skarbnik Polikratesa.
3. ↑   Hammond podejrzewa, że mogło chodzić o Radę Areopagu.
4. ↑   Latem roku 491 p.n.e. Egina uznała zwierzchność Persów i milcząco wycofała się z Symmachii Spartańskiej. Po apelu Aten i mimo sprzeciwu Demaratosa, Kleomenes udał się tam osobiście celem uwięzienia winnych medyzmu przywódców tamtejszej oligarchii, a gdy go odprawiono z niczym, powrócił we wrześniu tego samego roku na czele armii, następnie pojmał 10 ponoszących odpowiedzialność przywódców i oddał ich pod straż Ateńczykom. W tym czasie Demaratos nie był już królem Sparty; zastąpił go Leotychidas.